# Il bambino soldato
Il bambino soldato è il secondo album in studio del rapper italiano Lowlow, pubblicato l'8 giugno 2018 dalla Sugar Music.

## Tracce
1. Sfoghi di una vita complicata 4 – 3:34
2. Basso basso – 2:45
3. Pillole – 3:43
4. Bipolare – 3:16
5. Mare – 3:38
6. Posto di blocco – 3:08
7. Rimbaud – 3:12
8. 44 magnum – 3:42
9. Strano – 3:18
10. Il bambino soldato – 3:21

Traccia bonus nell'edizione digitale
1. Storia di una farfalla – 3:08

## Classifiche
| Classifica (2018) | Posizione massima |
| ----------------- | ----------------- |
| Italia            | 15                |